# Włocławek
Włocławek (régi magyar neve: Ladiszló), (németül: Leslau), lengyel város a Kujávia-pomerániai vajdaságban, a Visztula partján a Zgłowiączka folyó torkolatánál, járási székhely. Kujávia egyik legnagyobb és legfontosabb városa, Kujávia fővárosa, a Włocławeki egyházmegye püspöki székhelye.

## Történelem
A 11. században már említik a várost. 1123-ban Gnieznói főegyházmegye birtoka lesz. 1261-ben városi jogot kap.
1657-ben a svédek lerombolják a várost.
1793-ban Poroszország része lett, majd 1831-ben Oroszország megszállta.
Az első világháborút követően Lengyelországé, majd a második világháborúban Németországé lett. 1945 óta ismét Lengyelországhoz tartozik.

## Lakosság
| - 1800 – 2 308 - 1815 – 2 444 - 1842 – 5 244 - 1897 – 22 907 - 1931 – 56 000 - 1939 – 68 000 - 1945 – 47 000 - 1950 – 51 800 - 1960 – 63 000 | - 1965 – 68 000 - 1970 – 77 400 - 1975 – 91 000 - 1980 – 103 000 - 1985 – 112 000 - 1990 – 122 000 - 1995 – 123 134 - 1999 – 123 439 - 2000 – 121 833 - 2005 – 119 939 |

## Média

### Televíziók
- Telewizja Kujawy
- CW 24
- R-LINK Telewizja Kablowa
- Telewizja Kablowa Satfilm

### Rádió
- Radio Gra
- Radio Hit Włocławek

### Újságok
- Nowości – Hírek[halott link]
- Życie Włocławka
- Gazeta Pomorska
- Puls Regionu
- Kurier Włocławski

## Testvértelepülések
- Fehéroroszország Mahiljov
- Egyesült Királyság Bedford
- Ukrajna Izmajil
- Franciaország Saint-Avold

## Külső hivatkozások
- Włocławek a Google map-on
- Várostérkép
- Visit Wloclawek

1. ↑  https://bdl.stat.gov.pl/api/v1/data/localities/by-unit/040410864011-0984752?var-id=1639616&format=jsonapi. (Hozzáférés: 2022. október 4.)